# Smalle raai
De smalle raai (Galeopsis angustifolia, synoniem: Galeopsis ladanum) is een eenjarige plant uit de lipbloemenfamilie (Lamiaceae). De soort staat op de Nederlandse Rode lijst van planten van 2012 als zeer zeldzaam en zeer sterk afgenomen. Deze plant is in Nederlandwettelijk beschermd sinds 1 januari 2017 door de Wet Natuurbescherming. Smalle raai staat op de Belgische Rode lijst van planten ook als bedreigd. Het aantal chromosomen is 2n = 16.
De plant kan 7-50 cm hoog worden. De stengels zijn bezet met zachte haren en onder de knopen niet of weinig verdikt. De bladeren zijn langwerpig tot lancetvormig en hebben een gave rand of één tot vier paar weinig uitstekende kartelranden.
De plant bloeit van juni tot in de herfst met paarse, 1,6-2 cm (soms tot 2,8 cm) lange bloemen gerangschikt in een schijnkrans. Op de onderlip zit een witte of geelachtige vlek en de bovenlip is zwak getand.
In de vierdelige splitvrucht zitten 2,5 mm lange en 1,75 mm brede nootjes.

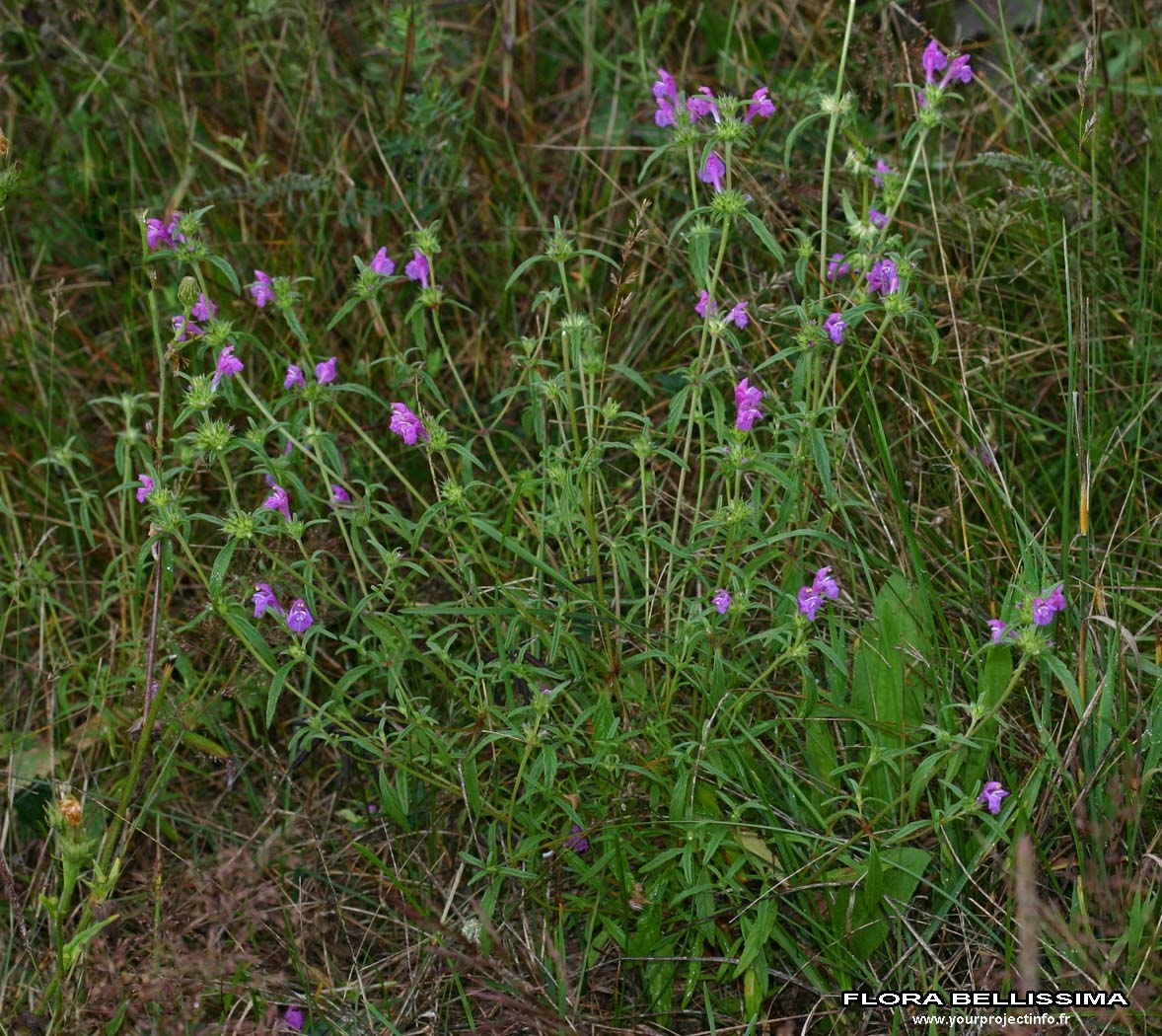
Plant
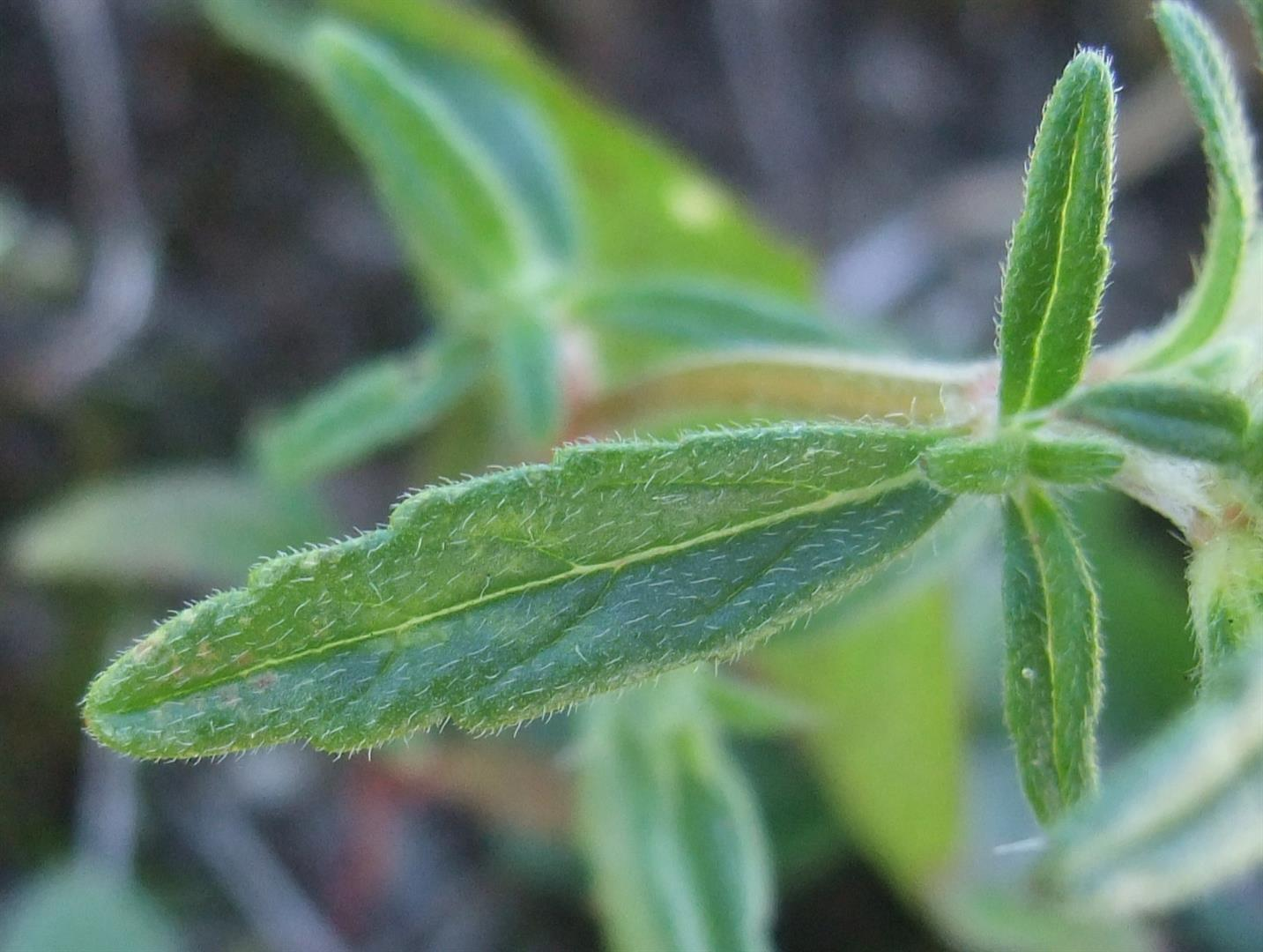
Blad
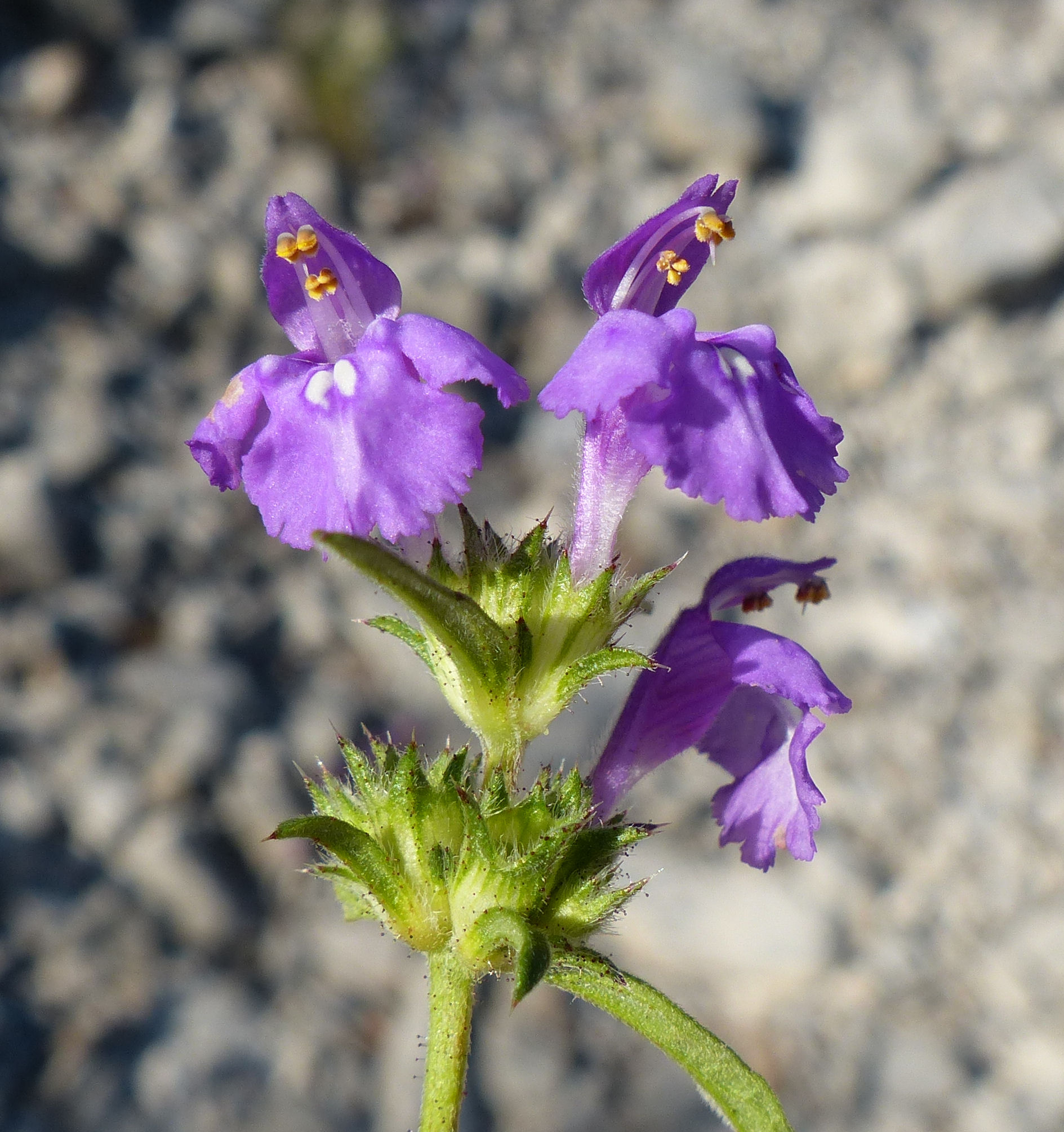
Bloem
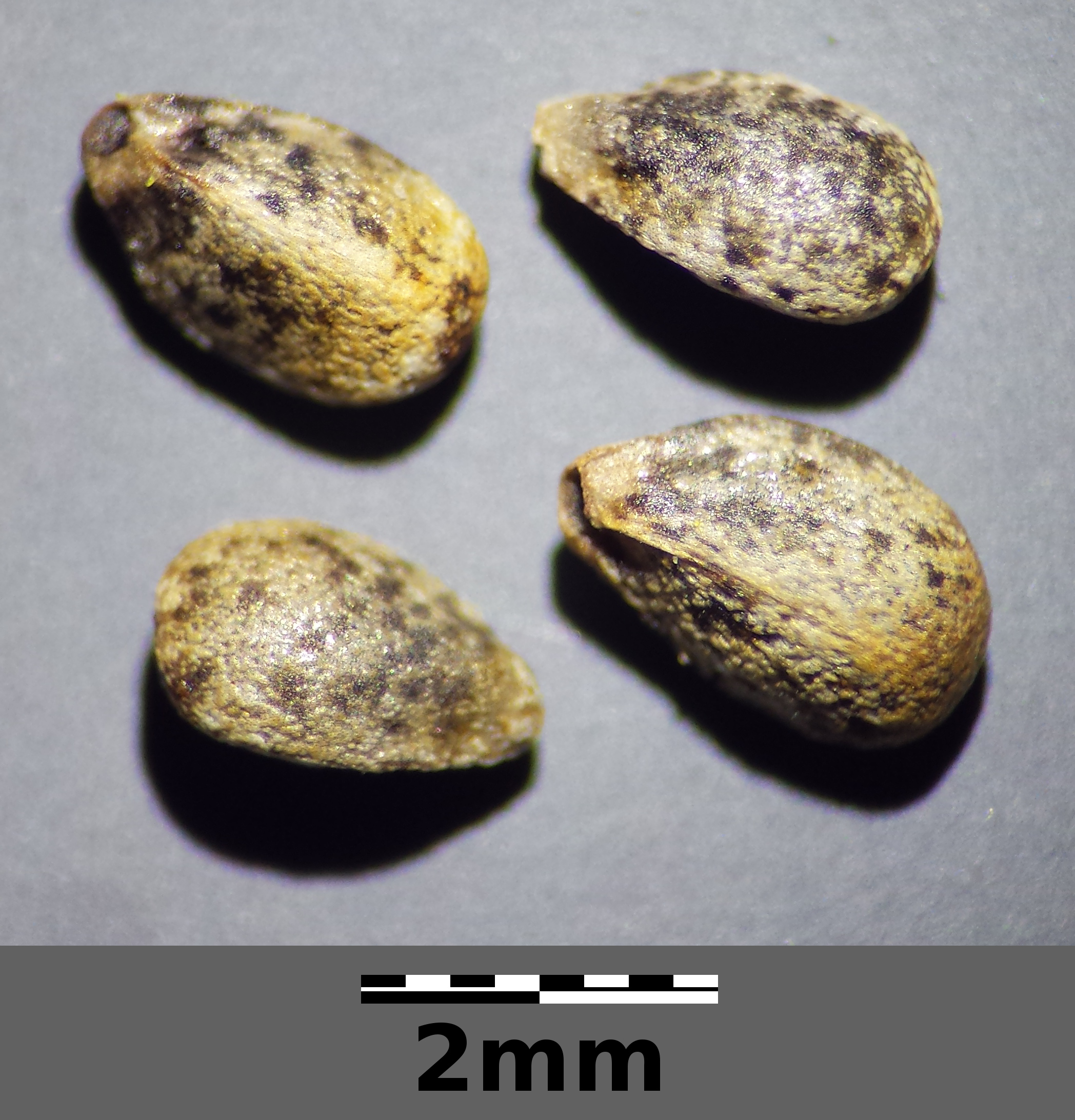
Nootjes

## Ecologie en verspreiding
Smalle raai is een zeldzame soort die vroeger gevonden werd in kalkrijke graanakkers. Tegenwoordig komt ze nauwelijks meer voor als akkeronkruid, maar wordt ze steeds vaker gevonden langs spoorwegen en op andere snel opwarmende, ruderale plaatsen. De soort was vroeger beperkt tot kalkrijke akkers op zand en leem, en daardoor kwam ze vrijwel uitsluitend in het pleistocene deel van Nederland voor. Aangezien ze tegenwoordig vaker langs spoorwegen gevonden wordt, is het verspreidingsbeeld diffuser en mogelijk het beste als 'urbaan' te bestempelen. Het is een warmteminnende soort die zich langs het spoor mogelijk verder weet uit te breiden in de komende jaren. Een soort om alert op te zijn bij toekomstige inventarisaties langs het spoor. De enige soort die verward kan worden met smalle raai is haar nauwe en veel zeldzamere verwant brede raai. Deze onderscheidt zich van smalle raai door de bredere bladeren en de 	
1176a. Bladen langwerpig tot lijnlancetvormig, gaafrandig of met 1-4 paar weinig uitstekende karteltanden. De kelk heeft aangedrukte haren en heeft meestal geen klierharen.
... · 
G. angustifolia  (Smalle raai) · 
G. bifida  (Gespleten hennepnetel) · 
G. ladanum  (Brede raai) · 
G. pubescens (Zachte hennepnetel) · 
G. pyrenaica · 
G. reuteri · 
G. segetum  (Bleekgele hennepnetel) · 
G. speciosa (Dauwnetel) · 
G. tetrahit (Gewone hennepnetel) · 
...